# المملكة الأخيرة
ذا لاست كينغدوم (بالإنجليزية: The Last Kingdom)؛ هو مسلسل تلفزيوني تاريخي خيال بريطاني يعتمد على سلسلة قصص سكسونية من قصص برنارد كورنويل، عرض لأول مرة على قناة بي بي سي أمريكا عام 2015 تتبع سلسلة الكتب حياة الأطفال «أوتريد» الذي تم تنشئته على يد الفايكنج ليصبح لاحقا محاربا في جيش الملك ألفريد العظيم الذي اشتهر بدفاعه عن مملكة الأنجلو ساكسون في مواجهة الفايكنج بعدما وقعت بعض الممالك في قبضته والتي تشكل مايعرف حاليا بإنجلترا.
المسلسل يضم ملاحم بطولية ولكن كذلك يناقش بعمق السياسة والدين والحرب ومشاعر الشجاعة والحب والولاء ويستند على وقائع تاريخية بأحداث وشخصيات خيالية. في عام 2018، استحوذت Netflix على المسلسل واستمرت في إنتاج المسلسل لثلاثة مواسم أخرى فقط. استمر المسلسل لما مجموعه 46 حلقة على مدى خمسة مواسم، مع بث الموسم الأخير في 9 مارس 2022. تم تعيين عرض طويل المدى من المقرر أن يختتم المسلسل، بعنوان "سيفين كينغس مست داي" (Seven Kings Must Die) في 14 أبريل 2023.

## روابط خارجية
- المملكة الأخيرة على موقع IMDb (الإنجليزية)
- المملكة الأخيرة على موقع ميتاكريتيك (الإنجليزية)
- المملكة الأخيرة على موقع روتن توميتوز (الإنجليزية)
- المملكة الأخيرة على موقع نتفليكس (الإنجليزية)
- المملكة الأخيرة على موقع أول موفي (الإنجليزية)
- المملكة الأخيرة على موقع فيلمافينيتي (الإسبانية)
- المملكة الأخيرة على موقع كينوبويسك (الروسية)
- المملكة الأخيرة على موقع ألو سيني (الفرنسية)
- المملكة الأخيرة على موقع قاعدة بيانات الفيلم (الإنجليزية)